# Élections fédérales suisses de 1860
Les élections fédérales suisses de 1860 se sont déroulées le 28 octobre 1860. Ces élections permettent d'élire au système majoritaire les 120 députés, répartis sur 49 arrondissements électoraux répartis sur les 22 cantons, siégeant au Conseil national (chambre basse), pour une mandature de trois ans.
Dans tous les cantons, les élections au Conseil des États sont quant à elles toujours non régulées et certains cantons ont renouvelé leurs Sénateurs parfois plusieurs fois sur les trois années écoulées. Les Conseillers aux États sont élus, nommés ou désignés par les Grands Conseils, et ce à des dates variables.
Pour ces élections depuis 1848, les Radicaux (centre-gauche) remportent pour la cinquième fois consécutivement le scrutin fédéral tout en subissant un sérieux revers, avec 64 sièges (-15) et 48,2 % des voix (-12,2). Ces élections voient également les Catholiques Conservateurs repasser en troisième position avec 16 sièges (-5), alors que les centristes Libéraux Modérés percent significativement en remportant 36 sièges (+21). Ces élections voient le retour de la Gauche Démocratique avec le gain d'un mandat (+1).
La campagne électorale fut marquée par la lutte entre les deux groupes de la famille de pensée «libérale», avec d'une part, les Radicaux et d'autre part les Libéraux Modérés et le puissant homme d'affaires Alfred Escher. Alors que les Radicaux désirent un État central puissant, les Libéraux Modérés désirent garder une large autonomie cantonale. Lors de cette élection, les Radicaux, bien implantés dans les cantons romands, dans le Canton de Berne et dans le Canton de Soleure, résistent dans ses bastions historiques. Toutefois, dans les cantons périphériques, le vote fédéraliste se reporte sur les Protestants qui défendent plus d'autonomie pour les cantons, à savoir les Libéraux. À Zurich, bastion radical, le puissant homme d'affaires Alfred Escher crée la surprise en entraînant les Libéraux Modérés avec lui et écrase les Radicaux qui perdent tous leurs sièges au profit des premiers. 
En outre, les Radicaux au pouvoir furent sanctionnés pour la gestion calamiteuse de la crise diplomatique entre la Suisse, ayant alors un droit de défense du plateau nord de la Savoie inscrit dans les Traités, la France et Napoléon III lors de l'Annexion de la Savoie.
Ces élections ont débouché sur la 5e Législature qui s'est réunie pour la première fois le 3 décembre 1860.
Sur les 541 670 hommes âgés de 20 et plus et ayant droit de cité, 265 730 d'entre eux prirent part à ce scrutin, ce qui représente un taux de participation de 49,1% (+2,6 %). 
Toutefois, ces chiffres ne tiennent pas compte la participation dans 6 cantons (AI, AR, GL, OW, NW et UR) où les conseillers nationaux furent élus par les Landsgemeinden cantonales respectives. 
Le taux de participation le plus élevé est dans le Canton de Schaffhouse avec 86,4 % (participation identique aux élections précédentes. 80 % du corps électoral dans les cantons Argovie et de Soleure prend part au scrutin. À l'inverse, seul 8,9 % du corps électoral du Canton de Zurich prend part au vote.

## Législature 1857-1860
Les liens (et couleurs) renvoient sur les partis héritiers actuels de ces formations politiques d'antan. Certaines formations sont passées de gauche au centre-droit (GR, CL ⇒ PLR), d'autres de la droite au centre-droit (PCC ⇒ PDC) ou  centre-gauche (DÉ ⇒ PEV). La Gauche Démocratique est restée à gauche aujourd'hui à travers les mouvements socialistes.
|  | Formations («Partis»)         | Sigles | Tendances politiques                           | Sièges au CN | Sièges au CE |
|  | ----------------------------- | ------ | ---------------------------------------------- | ------------ | ------------ |
|  | Gauche Radicale               | GR     | Radicaux, Radicaux-démocrates, Gauche          | 64           | 13           |
|  | Centre Libéral                | CL     | Libéraux, Modérés, Libéraux-démocrates, Centre | 36           | 13           |
|  | Parti catholique conservateur | PCC    | Conservateurs catholiques, Droite              | 16           | 13           |
|  | Droite Évangélique            | DE     | Conservateurs réformés, Droite                 | 3            | 1            |
|  | Gauche Démocratique           | GD     | Démocrates, Gauche                             | 1            | -            |
|  | Divers                        | Ind    | Divers                                         | -            | 4            |

## Résultats au Conseil national dans les cantons
| Canton             | Total | GD     | GR       | CL       | DE     | PCC     |
| ------------------ | ----- | ------ | -------- | -------- | ------ | ------- |
| Zurich             | 13    | -      | 0 (-13)  | 12 (+12) | 1 (+1) | -       |
| Berne              | 23    | -      | 21 (+2)  | -        | 2 (-2) | -       |
| Lucerne            | 7     | -      | 5        | -        | -      | 2       |
| Uri                | 1     | -      | -        | -        | -      | 1       |
| Schwytz            | 2     | -      | -        | -        | -      | 2       |
| Nidwald            | 1     | -      | 0 (-1)   | 1 (+1)   | -      | -       |
| Obwald             | 1     | -      | -        | -        | -      | 1       |
| Glaris             | 2     | -      | -        | 2        | -      | -       |
| Zoug               | 1     | -      | -        | 1 (+1)   | -      | 0 (-1)  |
| Fribourg           | 5     | -      | -        | 1        | -      | 4       |
| Soleure            | 3     | -      | 2        | -        | -      | 1       |
| Bâle Campagne      | 2     | -      | 2        | -        | -      | -       |
| Bâle-Ville         | 1     | -      | -        | 1        | -      | -       |
| Schaffhouse        | 2     | -      | 1 (-1)   | 1 (+1)   | -      | -       |
| Rhodes-Extérieures | 2     | -      | 0 (-1)   | 2 (+1)   | -      | -       |
| Rhodes-Intérieures | 1     | -      | -        | -        | -      | 1       |
| Saint Gall         | 8     | 1 (+1) | 4 (-1)   | 3 (+3)   | -      | 0 (-3)  |
| Grisons            | 4     | -      | 3 (+1)   | 1        | 0 (-1) | -       |
| Argovie            | 10    | -      | 4 (-1)   | 5 (+1)   | -      | 1       |
| Thurgovie          | 4     |        | 3        | 1        | -      | -       |
| Tessin             | 6     | -      | 5 (-1)   | -        | -      | 1 (+1)  |
| Vaud               | 10    | -      | 6 (-1)   | 4 (+1)   | -      | -       |
| Valais             | 4     | -      | 2 (+2)   | -        | -      | 2 (-2)  |
| Neuchâtel          | 4     | -      | 4        | -        | -      | -       |
| Genève             | 3     | -      | 2        | 1        | -      | -       |
|                    | 120   | 1 (+1) | 64 (-15) | 36 (+21) | 3 (-2) | 16 (-5) |